# (73940) 1997 SX10
(73940) 1997 SX10 – planetoida z pasa głównego asteroid okrążająca Słońce w ciągu 5,53 lat w średniej odległości 3,12 j.a. Odkryta 27 września 1997 roku.